# Víctor Rebuffo
Víctor Luciano Rebuffo (Turín, 14 de febrero de 1903-Buenos Aires, 2 de septiembre de 1983) fue un grabador y pintor italiano radicado en Argentina.
Por su trayectoria obtuvo el premio de Bronce en Bruselas en 1954 y el premio Konex en Argentina de Platino en 1982. Fue miembro del Fondo Nacional de las Artes y de la Academia Nacional de Bellas Artes.
Una de sus obras, La sombra, es parte del patrimonio del Museo Nacional de Bellas Artes.